# Gabriel Markus
Gabriel Markus es un exjugador profesional de tenis nacido el 31 de marzo de 1970 en Buenos Aires, Argentina. 
Fue entrenador de Nicolás Massú, David Nalbandian, Guillermo Coria, Luis Horna, Juan Ignacio Chela, Marat Safin, Richard Gasquet, José Acasuso, Martín Vassallo Argüello, entre otros. También trabajó para la Federación de Tenis de Kazajistán.
En 2008 tuvo un retorno fugaz perdiendo en dobles en la primera ronda del challenger de Salinas.

## Torneos ATP (2; 1+1)

### Individuales (1)

#### Títulos
| Leyenda                |
| Grand Slam (0)         |
| Tennis Masters Cup (0) |
| ATP Masters Series (0) |
| ATP Tour (1)           |

| N.º | Fecha               | Torneo | Superficie    | Oponente en la final   | Resultado |
| --- | ------------------- | ------ | ------------- | ---------------------- | --------- |
| 1.  | 13 de abril de 1992 | Niza   | Tierra batida | Javier Sánchez Vicario | 6-4 6-4   |

#### Finalista (1)
| Leyenda                |
| Grand Slam (0)         |
| Tennis Masters Cup (0) |
| ATP Masters Series (0) |
| ATP Tour (1)           |

| N.º | Fecha               | Torneo     | Superficie    | Oponente en la final | Resultado |
| --- | ------------------- | ---------- | ------------- | -------------------- | --------- |
| 1.  | 11 de abril de 1994 | Birmingham | Tierra batida | Jason Stoltenberg    | 3-6 4-6   |

### Dobles (1)

#### Títulos
| Leyenda                |
| Grand Slam (0)         |
| Tennis Masters Cup (0) |
| ATP Masters Series (0) |
| ATP Tour (1)           |

| N.º | Fecha                | Torneo | Superficie    | Pareja     | Oponentes en la final        | Resultado   |
| --- | -------------------- | ------ | ------------- | ---------- | ---------------------------- | ----------- |
| 1.  | 3 de febrero de 1992 | Maceió | Tierra batida | John Sobel | Ricardo Acioly Mauro Menezes | 6-4 1-6 7-5 |